# Solanum nigrescens
Solanum nigrescens är en potatisväxtart som beskrevs av Martin Martens och Henri Guillaume Galeotti. Solanum nigrescens ingår i släktet skattor som ingår i familjen potatisväxter. Inga underarter finns listade i Catalogue of Life.